# Българи в Хърватия
Българите в Хърватия са етническо малцинство в страната. Според преброяването на населението през 2011 година са 350 души. Според самооценка на общността ни гражданите с български произход в бившата югославска република са около 8000 души. Получават статут на национално малцинство през 2002 година.

## История
Заселването на българи на територията на Хърватия става в няколко различни периода. В хърватските земи има преселения на българи през Средновековието и през периода на османската власт. След Чипровското въстание през 1688 година в Славония се заселват българи-католици. Родът Пеячеви получава владение в района на град Осиек, а Георги Пеячев  баронска титла.
Предполага се, че немалък брой българи идват в Хърватия, бягайки от турците, но те отдавна са асимилирани и свидетелства за тях днес съществуват само в църковните книги и в запазените имена, завършващи на „-ов/-ев“.
В средата на 19 век в университета в Загреб учат много нашенци, които получават стипендия благодарение на помощта на епископ Щросмайер, а по-късно и на Франьо Рачки  първият председател на Югославската академия на науката и изкуствата. Тази тенденция се запазва и след освобождението на България от османска власт. След дипломирането си голям брой от тях се връщат в България, където стават „строители“ на новата българска държава, но немалка част остават в Хърватия.
Втората голяма българска вълна към Загреб е от началото на 20 век. Този път това са градинари, които търсят препитание извън родината. Те се установяват по поречието на реките Сава и Драва в Австро-Унгария. Разположени са най-вече в Осиек, Винковци, Славонски Брод, Загреб, Задар, Сплит и др. През 20-те и 30-те години на 20 век градинарските български колонии укрепват и се развиват. Условие за това са традиционно добрите отношения между българи и хървати.
С пристигане на българските зеленчукопроизводители предлагането на загребския пазар става по-разнообразно и по-богато, тъй като градинарите донасят зеленчуци които дотогава са били непознати на местното население. Българските земеделци толкова впечатляват загребчани със стоката си, че дълги години след това наричат „българин“ всеки, който се занимава със зеленчукопроизвоство, дори и да няма нищо българско.
След 1918 година в общата територия на Кралството на сърби, хървати и словенци, преименувано през 1929 година на Кралство Югославия, започва вътрешна миграция на населението. Българи от Западните покрайнини и от Вардарска Македония мигрират първоначално като гурбетчии, а след това започват трайно да се установяват в Хърватия.
От 1941 до 1944 година, когато е възстановена хърватската независима държава, много българи отиват там да работят и да учат. През тези години само в Загреб българите са 5000 – 6000. По това време България и Хърватия са съюзници и двустранните им отношения са на възможно най-добро равнище. За българските студенти, които учат зад граница, е престижно да учат в Загреб, Прага, Париж, Берлин и Цюрих. Така в началото на 40-те години в Загреб по неофициални информации идват около 500 български студенти. Те следват основно в правния, медицинския и архитектурния факултет. Любопитен факт е, че през учебната 1942 – 1943 година в Медицинския факултет в Загреб са били записани повече българи, отколкото хървати. Нашенци в Хърватия обясняват този парадокс с военната мобилизация на хърватските младежи по това време.
След 1944 година значителна част от тях се завръщат в България, но и немалко остават в Хърватия. В този период  края на 30-те и началото на 40-те години, освен студенти, в Загреб пристигат и много български певци и музиканти, които активно се включват в културния живот на Загреб и на Хърватия изобщо. Студенти и музиканти продължават да пристигат в Хърватия чак до 1968 година, когато заради събитията в Чехословакия българските власти максимално ограничават пътуванията в бивша Югославия.
През 1951 в Загреб са проведени масови арести на студенти от НР Македония с Българско самосъзнание, като са известни имената на следните 14: Аспарух Пописаков, Илия Кръстев от Кочани, Борис Стрейов, Христо Зойчев от Прилеп, Никола Н. Самарджийски, Любка Чальовска, Цветанка Павлова, Пандора Бъчварова, Василка Велянова от Кичево, Димитър Долгов от Прилеп, Наум Михайлов от Скопие, Илия Рамбабов от Щип, Мария Миладинова и Лела Димитрова.
До 1990 година гражданите на Хърватия, българи по произход, нямат право да се организират. Те се изявяват като „югославяни“ и „македонци“, а след 1990 година значителна част от „югославяните“, макар че вече могат свободно да се самоопределят като българи, предпочитат да се обявят за хървати.
През последните години българската общност в Хърватия е в процес на възраждане. Млади хора от България отиват да учат и се установяват трайно в страната. Сред интелектуалния елит на Хърватия се срещат и българи. Отношението на властите и на хърватското общество като цяло е благосклонно към българската общност. От 2002 година българите в Република Хърватия имат статут на национално малцинство. Върху тях няма наложени ограничения за изява на идентичността, създаване на организации за съхраняване и развитие на българската културна традиция. От 2003 година получават субсидия от държавния бюджет. Двойното гражданство е разрешено при изключителни случаи.

## Численост

### Преброявания на населението
Численост на българите според преброяванията на населението през годините, по жупании:
|                                 | 2001 | 2011 |
| ------------------------------- | ---- | ---- |
| Хърватия                        | 331  | 350  |
| Беловарско-билогорска жупания   | 18   | 12   |
| Бродско-посавска жупания        | 9    | 10   |
| Вараждинска жупания             | 7    | 9    |
| Вировитишко-подравска жупания   | 3    | 3    |
| Вуковарско-сремска жупания      | 10   | 7    |
| Дубровнишко-неретванска жупания | 3    | 3    |
| Град Загреб                     | 110  | 120  |
| Загребска жупания               | 11   | 16   |
| Задарска жупания                | 7    | 10   |
| Истрийска жупания               | 33   | 34   |
| Карловацка жупания              | 2    | 5    |
| Копривнишко-крижевска жупания   | 3    | 2    |
| Крапинско-загорска жупания      | 2    | 1    |
| Лишко-сенска жупания            | –    | 2    |
| Меджимурска жупания             | 3    | 1    |
| Осиешко-баранска жупания        | 20   | 26   |
| Пожежко-славонска жупания       | 2    | 3    |
| Приморско-горанска жупания      | 33   | 24   |
| Сисашко-мославска жупания       | 12   | 6    |
| Сплитско-далматинска жупания    | 37   | 48   |
| Шибенишко-книнска жупания       | 6    | 8    |

## Организации
Според данни на ДАБЧ в Хърватия има 4 организации на българите – 2 дружества, 1 печатна медия, 1 църковна община.

### Дружества
- град Загреб, Национална общност на българите в Република Хърватия (от 1998 г.)[4]
- град Риека, Дружество на приятелите на България (от 2000 г.)[4]

### Печатни медии
- град Загреб, Списание „Родна реч“ (от 2003 г.)[4]

### Църковни общини
- град Загреб, Българска православна църковна община „Св. Седмочисленици“ (от 2000 г.)[4]